# 滇南毛兰
滇南毛兰（学名：Eria yunnanensis），为兰科毛兰属下的一个植物种。其种加词 yunnanensis 意为“云南的”。